# Église Saint-Saturnin des Ligneries
Pour les articles homonymes, voir Église Saint-Saturnin.
L'église Saint-Saturnin des Ligneries ou des Lignerits est une église catholique située à Écorches, en France.

## Localisation
L'église est située dans le département français de l'Orne, au lieu-dit les Lignerits, commune — appelée alors Les Ligneries — absorbée en 1813 par la commune d'Écorches.

## Historique
L'église est fondée au XIIe siècle mais la partie la plus ancienne subsistante est la fenêtre de chevet qui date du XIIIe siècle. Elle a été rénovée plusieurs fois aux XVe, XVIe et XVIIe siècles.
Charlotte Corday y a été baptisée le 28 juillet 1768.
Le bâtiment et les peintures ont été restaurés entre 2003 et 2019,, opération finalisée par la pose d'un nouveau coq au sommet de la flèche.

## Architecture
L'édifice est inscrit au titre des Monuments historiques depuis le 29 novembre 1948.